# Hybomitra aatos
Hybomitra aatos är en tvåvingeart som beskrevs av Philip 1941. Hybomitra aatos ingår i släktet Hybomitra och familjen bromsar. Inga underarter finns listade i Catalogue of Life.